# Bijela
 Ovo je glavno značenje pojma Bijela. Za druga značenja pogledajte Bijela (razdvojba).
Bijela je boja.
Bijela boja:
- ima u RGB-u vrijednost (255, 255, 255) decimalno ili FFFFFF heksadecimalno

Bijela boja se asocira s veseljem, svadbom, nevinosti i čistoćom, a u Kini s tugom.
Značenja:
- kršćanstvo - Jedna od liturgijskih boja. Upotrebljava se u Gospodnjim blagdanima (Božić, Vazam,...), zatim u blagdanima u kojima se slavi Blažena Djevica Marija, za svece koji nisu mučenici te u nekim zavjetnim misama.[1]